# Zapotal Primero
Zapotal Primero är en ort i Mexiko.   Den ligger i kommunen Tantoyuca och delstaten Veracruz, i den sydöstra delen av landet, 230 km norr om huvudstaden Mexico City. Zapotal Primero ligger 161 meter över havet och antalet invånare är 347.
Terrängen runt Zapotal Primero är platt åt nordväst, men åt sydost är den kuperad. Runt Zapotal Primero är det ganska tätbefolkat, med 72 invånare per kvadratkilometer. Närmaste större samhälle är Tantoyuca, 5,9 km sydost om Zapotal Primero. Trakten runt Zapotal Primero består till största delen av jordbruksmark.